# لما بدا یتثنی
لَمّا بَدا یَتَثَنّیٰ یک موشّحِ اندلسیِ معروفِ عربی است که در دستگاهِ نهاوند خوانده می‌شود، برخی صاحب‌نظران آن را معروف‌ترین موشّحِ عربی می‌دانند.
تاریخ‌پژوهان بر سرِ اینکه سرایندهٔ اصلی‌اش کیست اختلافِ نظر دارند؛ برخی متن را به سرایندهٔ اندلسی لسان‌الدین ابنِ خطیب (۱۳۱۳ - ۱۳۷۴ م.) منسوب می‌کنند که با توجّه به سبکِ سراینده و همانندی‌اش با سروده‌های دیگرِ لسان‌الدین، قولِ مشهور این است. برخی دیگر از تاریخ‌پژوهان متن و نیز آهنگِ آن را به خوانندهٔ مصری محمد عبدالرحیم المسلوب (۱۷۹۳ - ۱۹۲۸ م.) نسب می‌دهند.
بسیاری از خوانندگانِ مشهور و گروه‌های موسیقی در سراسرِ جهان این سروده را اجرا کرده‌اند، اما اولین ضبطِ آن در سالِ ۱۹۱۰ م. با اجرای خوانندهٔ مصری سید الصفتی انجام شد. سپس در سالِ ۱۹۲۰ محی‌الدین بعیون، و بعد خوانندهٔ شامی، ماری جبران، پس از آن خوانندهٔ مصری نادره امین در آغازِ قرنِ بیستم، سپس نورالهدی و فیروز و الشیخ امام، و در دورانِ مدرن لینا شامامیان و سعاد ماسی و دیگران نیز آن را خواندند.

## متنِ سروده
| لمَّا بدا يتثنّى     |  | لمَّا بدا يتثنّى    |
| حِبي جماله فتنّا    |  | أومى بلحظة أسرنا |
| غصنٌ سَبَى حينَ مال   |  |                  |
| وعدي ويا حيرتي    |  | وعدي ويا حيرتي   |
| ما لي راحم لشكوتي |  | في الحب من لوعتي |
| إلا مليك الجمال   |  | إلا مليك الجمال  |
| إلا مليك الجمال   |  | إلا مليك الجمال  |
| وعدي ويا حيرتي    |  | وعدي ويا حيرتي   |
| ما لي راحم لشكوتي |  | في الحب من لوعتي |
| إلا مليك الجمال   |  | إلا مليك الجمال  |
| إلا مليك الجمال   |  |                  |
| آمان آمان         |  | آمان آمان        |